# Lanagan (Misuri)
Lanagan es un pueblo ubicado en el condado de McDonald en el estado estadounidense de Misuri. En el Censo de 2010 tenía una población de 419 habitantes y una densidad poblacional de 172,1 personas por km².

## Geografía
Lanagan se encuentra ubicado en las coordenadas 36°36′22″N 94°27′6″O / 36.60611, -94.45167. Según la Oficina del Censo de los Estados Unidos, Lanagan tiene una superficie total de 2.43 km², de la cual 2.43 km² corresponden a tierra firme y (0%) 0 km² es agua.

## Demografía
Según el censo de 2010, había 419 personas residiendo en Lanagan. La densidad de población era de 172,1 hab./km². De los 419 habitantes, Lanagan estaba compuesto por el 82.34% blancos, el 0.48% eran afroamericanos, el 4.77% eran amerindios, el 0% eran asiáticos, el 0% eran isleños del Pacífico, el 3.82% eran de otras razas y el 8.59% pertenecían a dos o más razas. Del total de la población el 10.74% eran hispanos o latinos de cualquier raza.